# دنیا سمیر غانم
دنیا سمیر غانم (زادهٔ ۱ ژانویهٔ ۱۹۸۵) هنرپیشه، و خواننده اهل مصر است. وی از سال ۱۹۹۵ میلادی تاکنون مشغول فعالیت بوده‌است. دنیا زندگی هنری خود را از سال ۲۰۰۱ هنگامی که ۱۶ ساله بود شروع کرد. او اولین نقش خود را در یک نمایش تلویزیونی به نام «عدالت چهره‌های زیادی دارد» بازی کرد.

## زندگی
او از خانواده ای هنرمند است و پدر و مادرش هنرمندان سمیر غانم و دلال عبدالعزیز و خواهرش ایمی بازیگر هست. از دانشگاه علم و صنعت مصر فوق لیسانس دارد. بازیگری را از ده سالگی در سال ۱۹۹۵ با فیلم یک زن و یک زن شروع کرد و سپس به کار در سینما و تلویزیون ادامه داد. بعد از اینکه محمد هنیدی کمدین در فیلم یا آنا خاله من به او نقشی معرفی کرد بازی در نقش‌های اصلی را آغاز کرد. او علاوه بر فعالیت به عنوان بازیگر، چندین آهنگ از جمله آهنگ «داستان شتا» را ارائه کرد که در سال ۲۰۱۴ از نظر تعداد بازدید که به بیش از ۱۵ میلیون نفر رسید رکورد زد.

## زندگی خانوادگی
در سال ۲۰۱۲ با رامی رضوان مجری برنامه نامزد کرد و در ۱۳ ژوئن ۲۰۱۳ با او ازدواج کرد و در مارس ۲۰۱۴ دخترشان «کایلا» را به دنیا آورد.